# يو إف سي ليلة القتال: هولم ضد كوريا
يو إف سي ليلة القتال: هولم ضد كوريا (بالإنجليزية: UFC Fight Night: Holm vs. Correia)‏ هو حدث لفنون القتال المختلطة نظمته يو إف سي، أُقيم في 17 يونيو 2017، على ملعب سنغافورة الداخلي في كالانغ، سنغافورة.